# Parc national de Wrangell–Saint-Élie
Pour les articles homonymes, voir Wrangel.
Le parc national et réserve nationale de Wrangell-Saint-Élie (anglais : Wrangell-St. Elias National Park and Preserve) est un parc national américain du Sud de l’Alaska. Le parc constitue une réserve de biosphère et fait partie du patrimoine mondial de l’Unesco. Il s’agit du plus grand parc national aux États-Unis, le parc et la réserve formant la plus grande zone gérée par le National Park Service avec une superficie de 53 320,57 km2, soit six fois la surface du parc national de Yellowstone, ou encore plus vaste que le Costa Rica. La principale distinction entre les terres du parc et celles de la réserve est que la chasse sportive est interdite dans le parc et permise dans la réserve. Le parc comprend le second sommet du pays, le mont Saint-Élie, culminant à 5 489 mètres. Il borde le parc national canadien Kluane. Il fut créé en 1980 par l’Alaska National Interest Lands Conservation Act.

## Description
Situé à 300 km à l'est d'Anchorage, ce parc possède des spécificités qui en font un site unique. Il est le point de convergence de trois chaînes de montagnes : les Chugach Mountains à l'ouest, les Monts Wrangell au nord est et les Monts St Elias au sud est. On trouve ainsi dans ce domaine montagnard 9 des 16 plus hauts sommets américains, dont le Mont Saint Elias, deuxième sommet du pays avec ses 5 489 mètres. On y trouve aussi une centaine de glaciers qui forment la plus importante zone glaciaire du monde en dehors des pôles. Le parc abrite à lui seul 60% des champs de glace d'Alaska, couvrant plus de 4 400 km2. Sa taille enfin, 53 320 km2, en fait le plus grand parc national d'Amérique, et l'un des plus vastes du monde, avec des altitudes allant du niveau de la mer jusqu'à 5 500 mètres. L'UNESCO a justifié son classement au Patrimoine mondial en 1979 de la sorte : « Cet ensemble impressionnant de glaciers et de hauts sommets [...] constitue l'un des paysages naturels les plus spectaculaires du monde. »

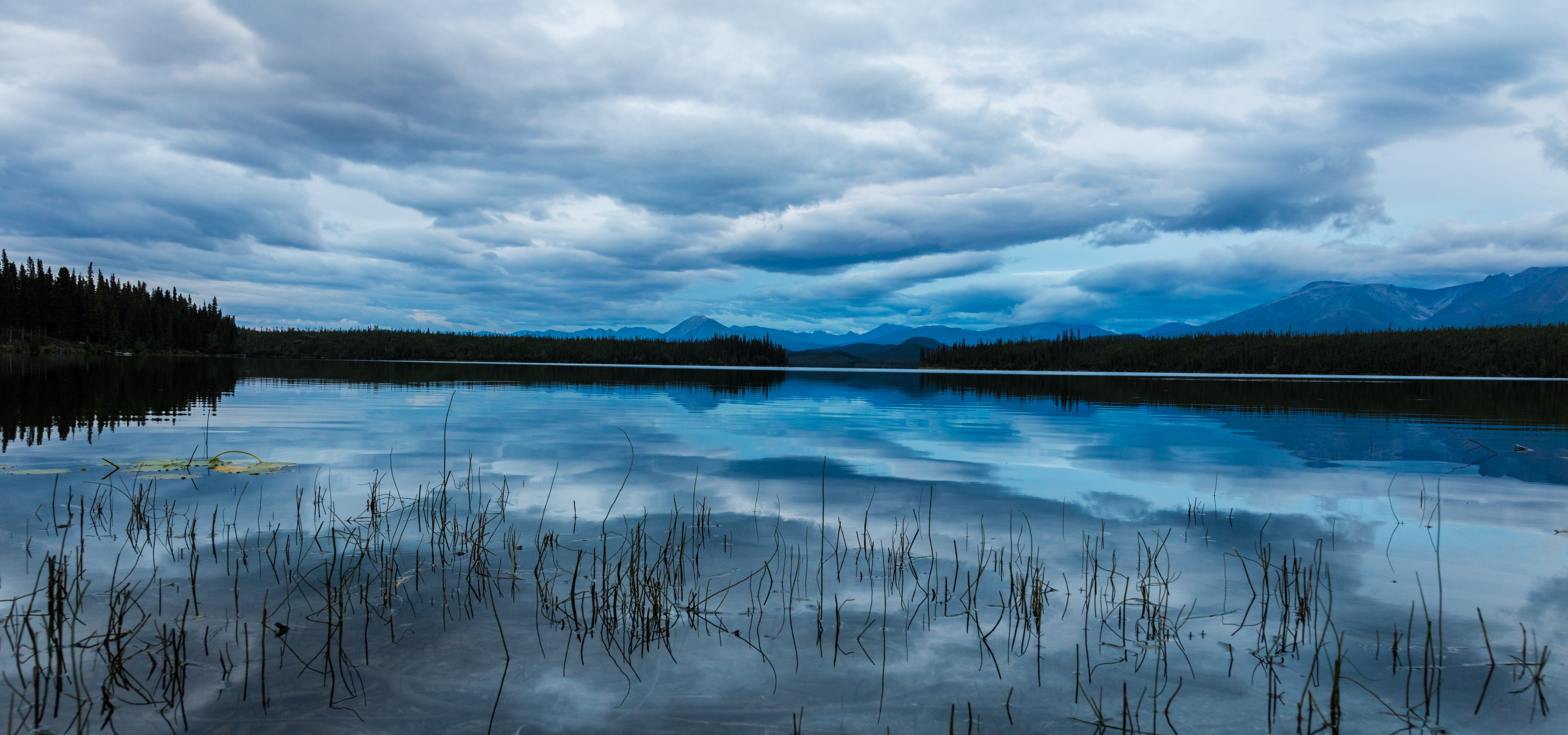
Le Silver lake (lac d'argent) dans le parc national. Août 2017.

Et d'un peu plus loin.

## Géographie
Comme le parc et la réserve couvrent une zone plus grande que la Suisse, s'étendant du golfe d'Alaska à l'intérieur de l'Alaska, avec des altitudes variant du niveau de la mer à 5 800 m, Wrangell–St Elias possède une grande variété d'habitats. Une grande partie du parc est constituée de hauts sommets montagneux recouverts de glace permanente, de glaciers et de champs de glace. Sur les 70 plus hauts sommets d'Alaska, 35 sont situés dans le parc, dont 7 des 10 plus hauts pics. Les rivières occupent de larges vallées glaciaires plates et ont des lits de rivière en constante évolution. L'environnement peut être divisé en cinq grandes catégories, en dehors des zones glaciaires et fluviales relativement stériles : les plaines, les zones humides, les hautes terres, les zones subalpines et alpines. Certains de ces environnements sont influencés et définis par la présence de pergélisol, sous-sol gelé en permanence.  
De larges rivières coulent dans des vallées glaciaires entre les chaînes, dont la Chitina, la Chisana et la Nabesna. 

## Glaciers
Les montagnes de Wrangell - St. Elias représentent 60% de la surface glaciaire en Alaska, couvrant plus de 4 400 km2. Le glacier Malaspina est le plus grand glacier de piémont en Amérique du Nord, le glacier Hubbard est le plus long glacier d'Alaska (121 km de longueur), et le glacier Nabesna est la plus longue vallée glaciaire au monde, avec ses 85 km. La plupart des glaciers sont actuellement en retrait. Parmi les plus remarquables : 
- Malaspina Glacier, de forme circulaire, 36 km de long et 32 de large. C'est la plus grande plaine glaciaire d'Alaska, avec ses 3 800 km2
- Bering Glacier : plus grand glacier d'Alaska avec ses 5 300 km2
- Hubbard Glacier, le plus long d'Alaska (122 km)
- Nabesna Glacier, plus longue vallée glaciaire d'Amérique du Nord (85 km)
- Barnard Glacier (53 km)
- Kennicott Glacier (43 km)
- Hawkins Glacier (35 km)
- Calotte glaciaire Bagley : 5 200 km2, plus grand champ de glace non polaire d'Amérique du Nord.

## Autres Curiosités
Sommets :
- Mont Saint-Elie (5 489 m), second sommet d'Alaska et des États-Unis, et plus haut sommet aussi proche de la mer (16 km des côtes)
- Mont Bona (5 005 m), volcan endormi
- Mont Blackburn (4 996 m), volcan endormi
- Mont Sanford (4 949 m), volcan endormi
- Mont Wrangell (4 317 m), volcan actif

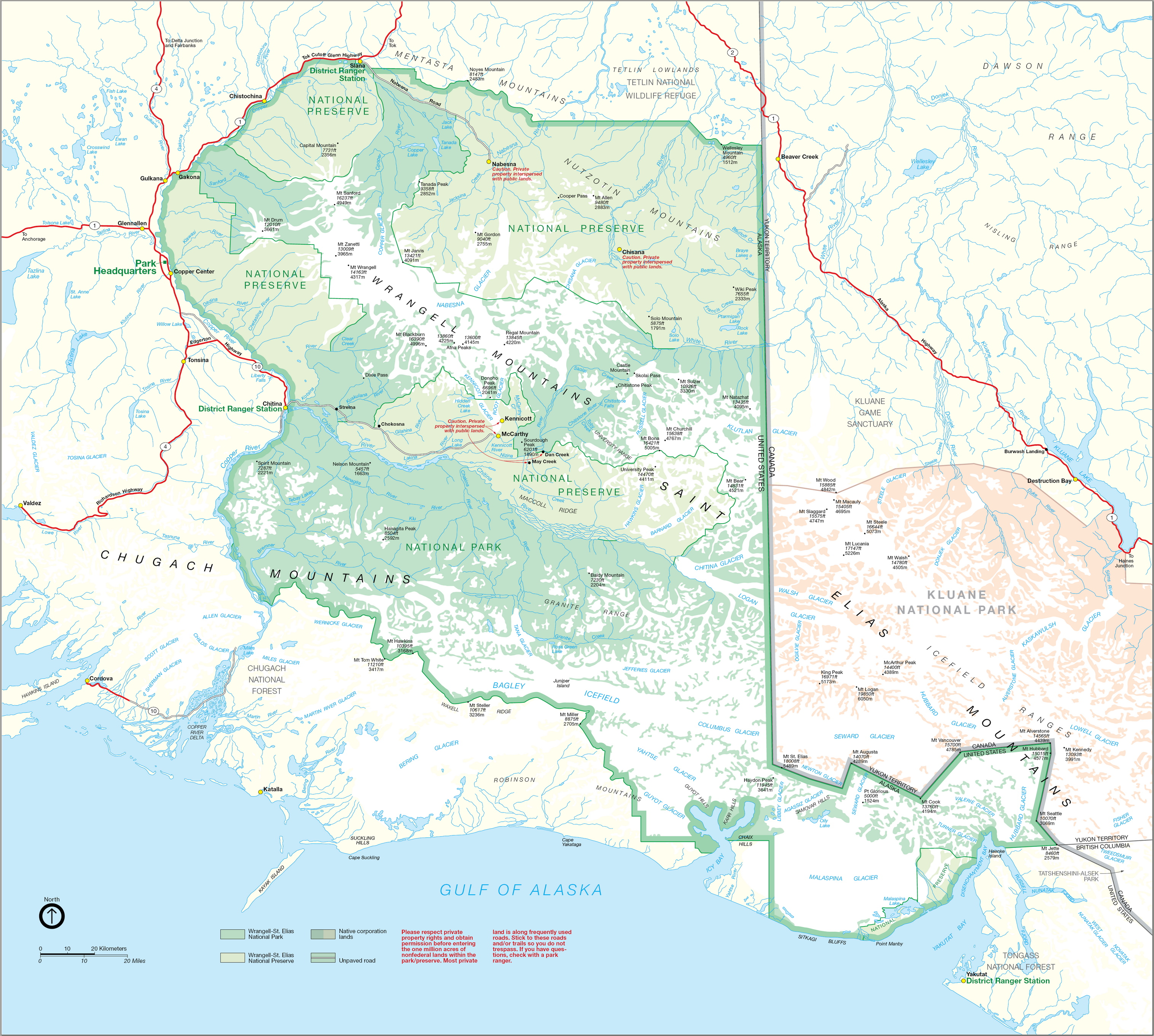
carte du parc
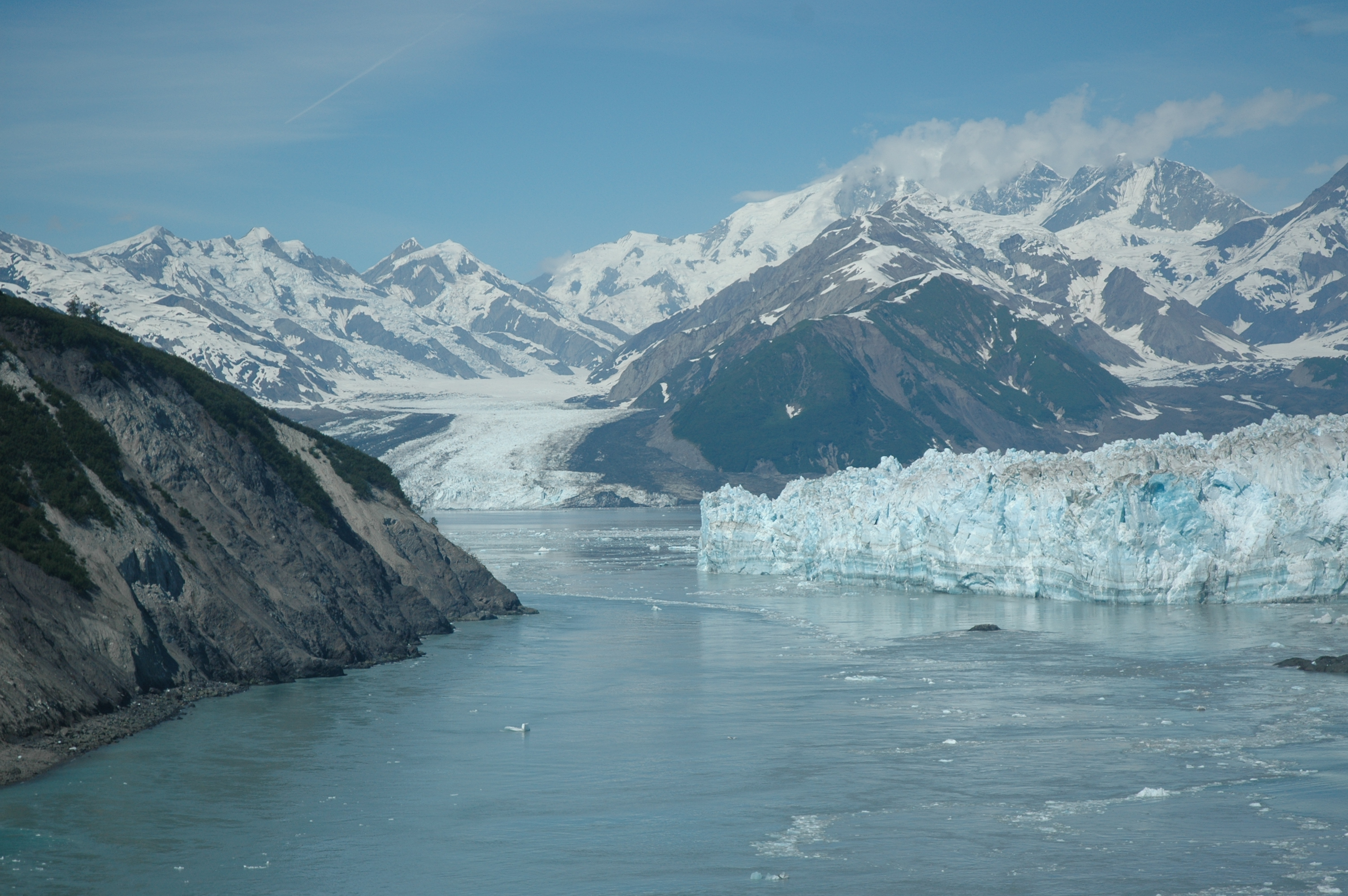
Hubbard Glacier
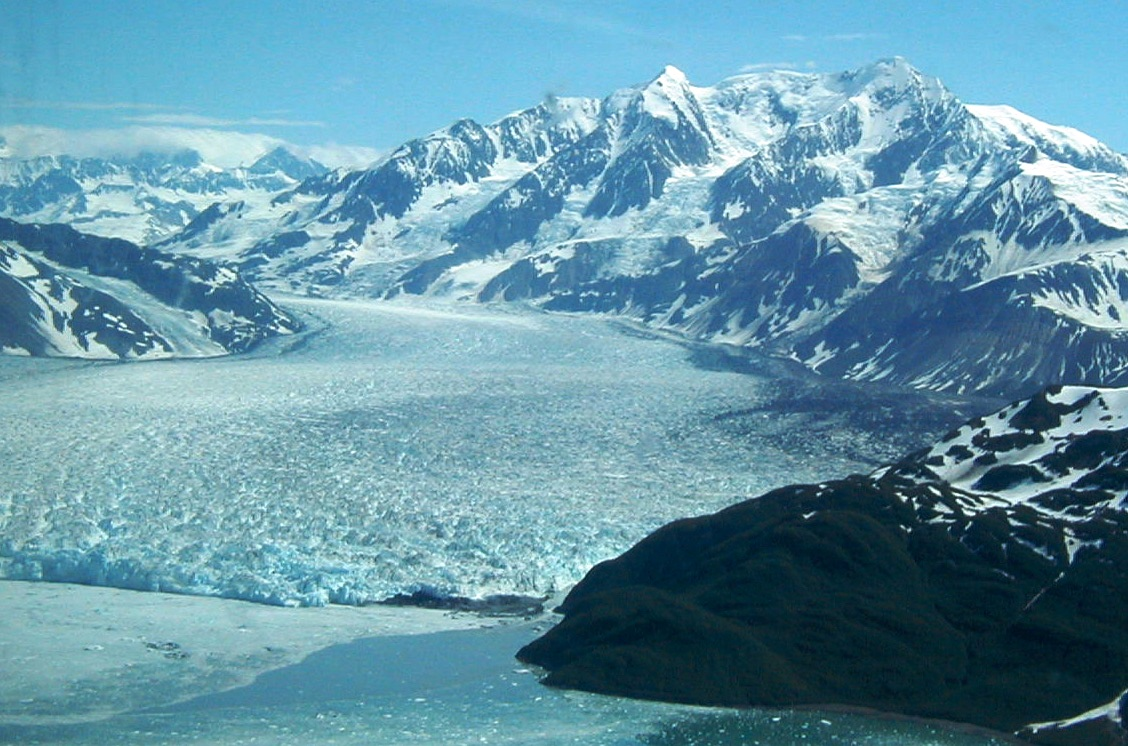
Hubbard Glacier
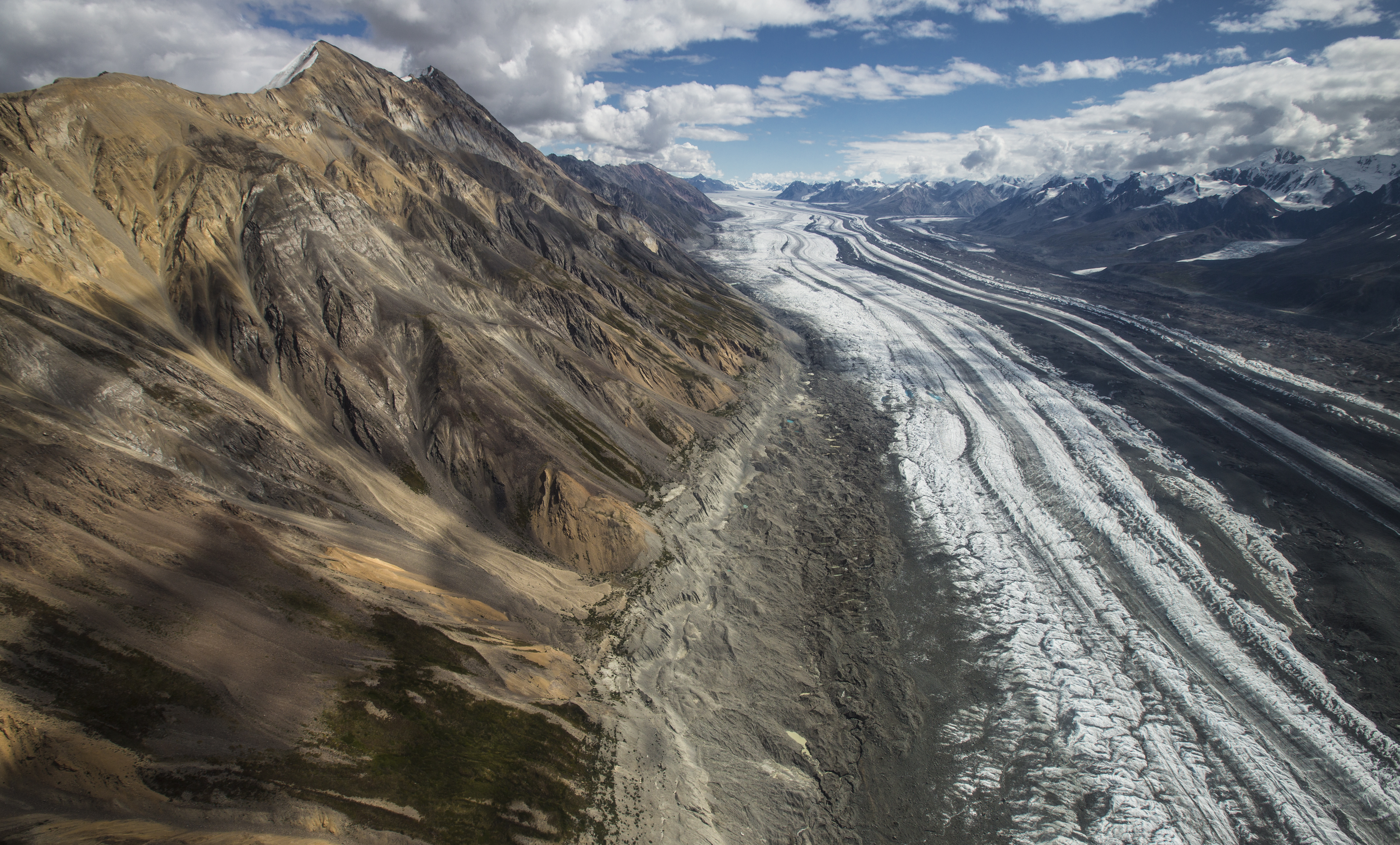
Mont Chitina et glacier Logan
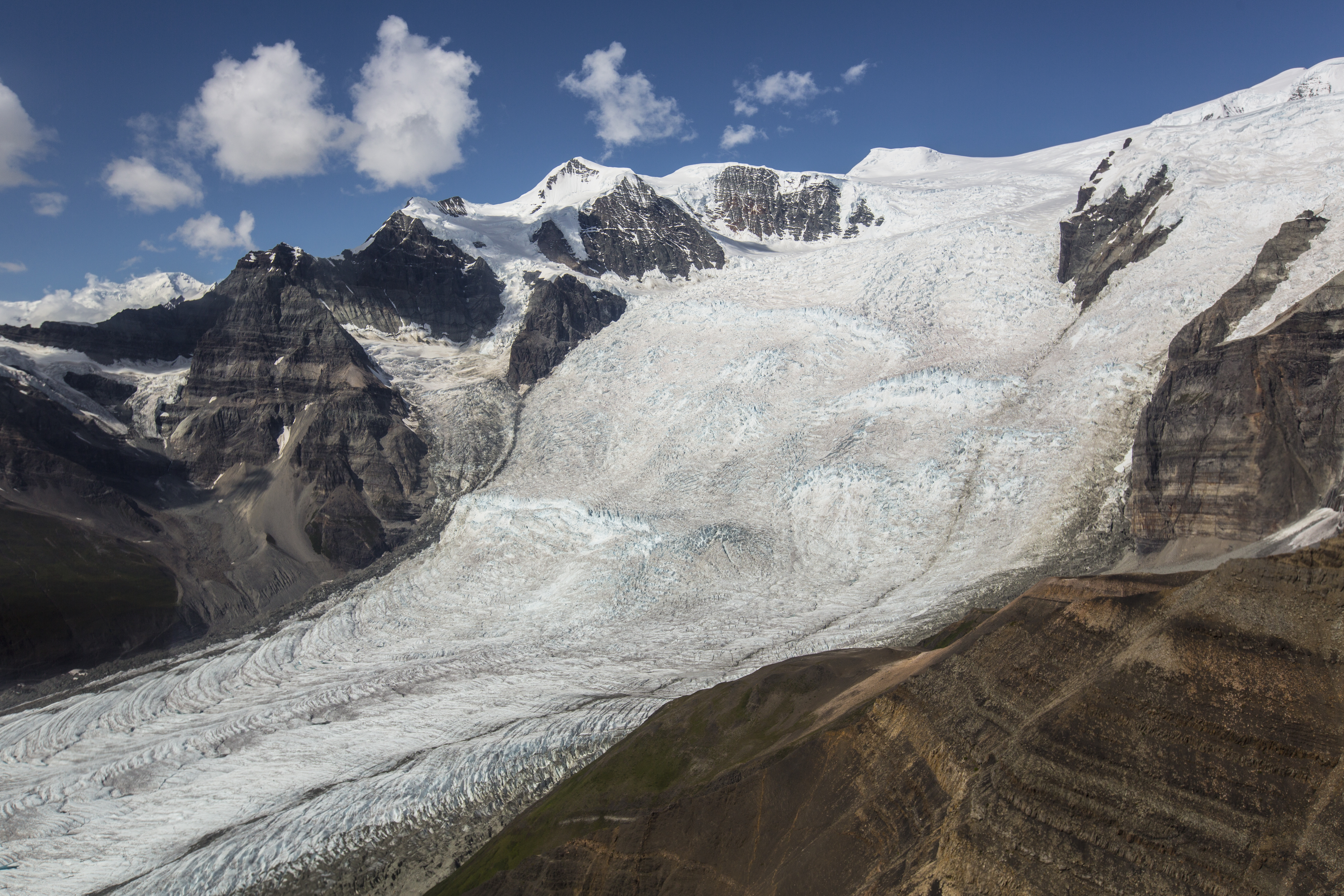
Stairway Icefall
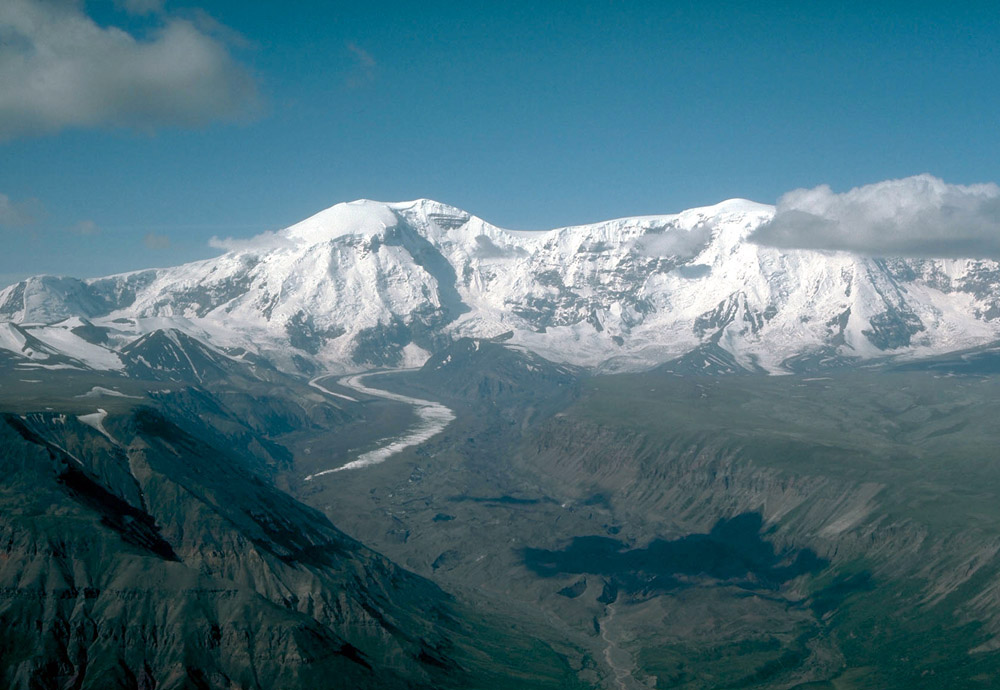
Mont Jarvis
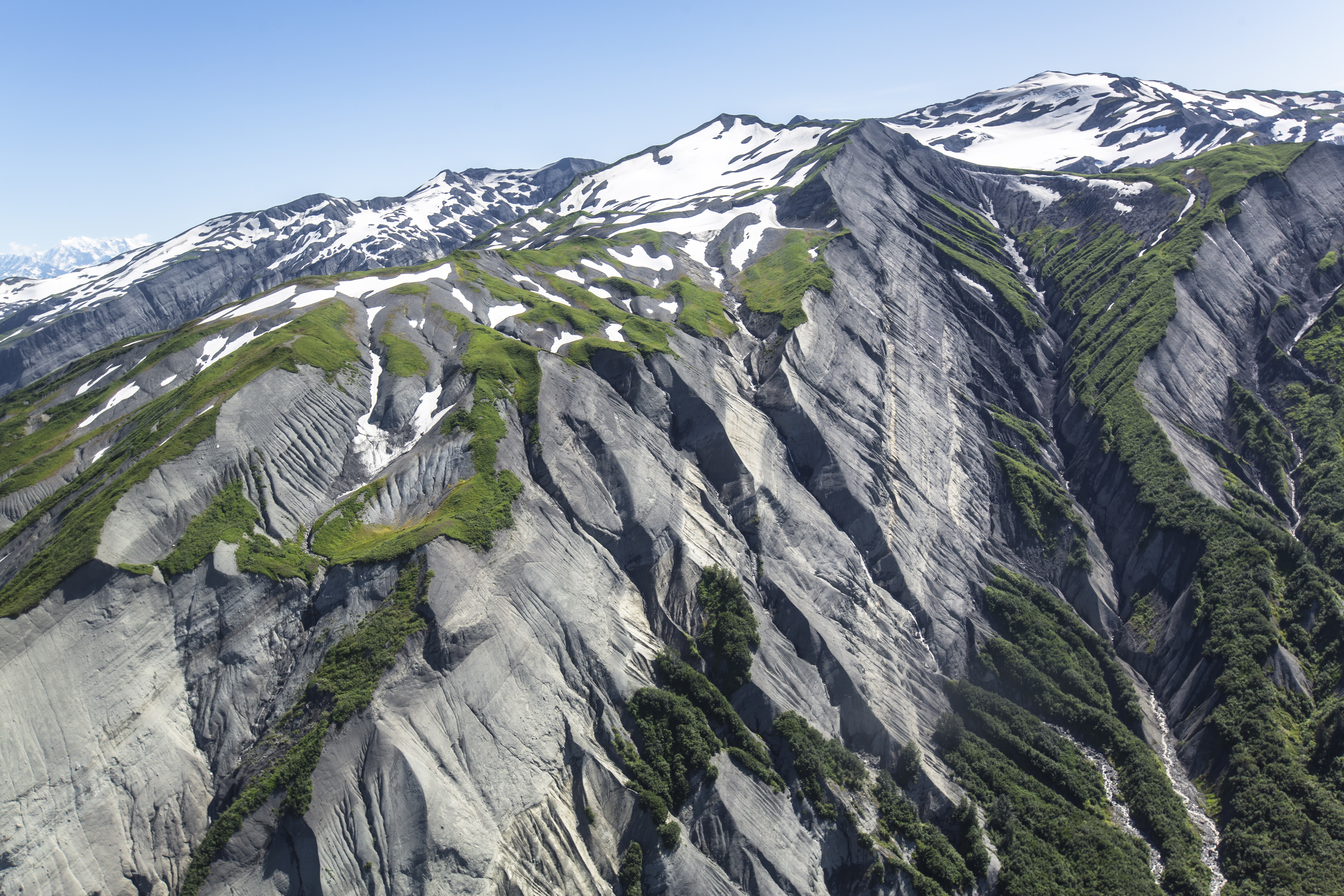
Chaix Hills
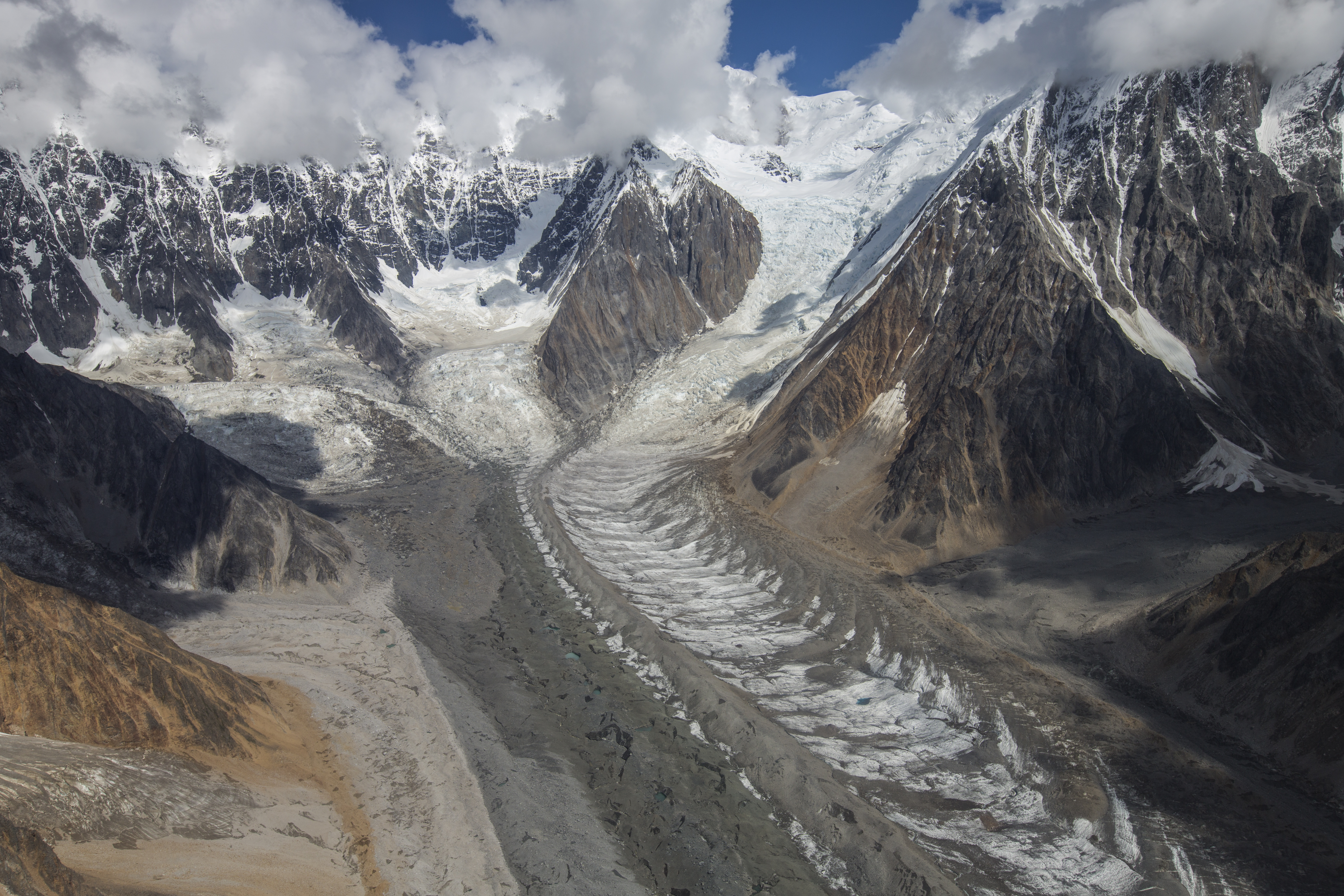
Hawkins Glacier
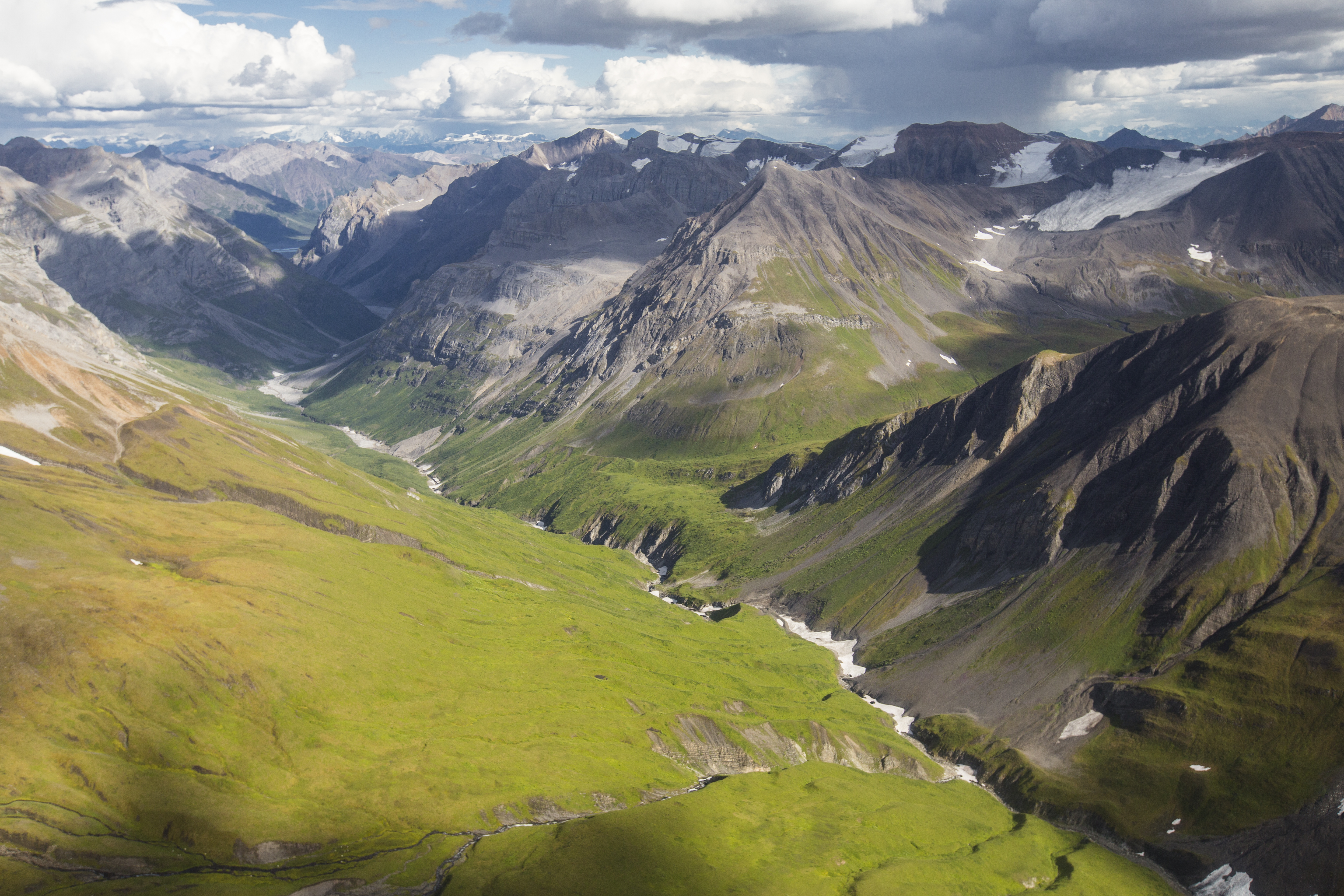
Hidden Creek
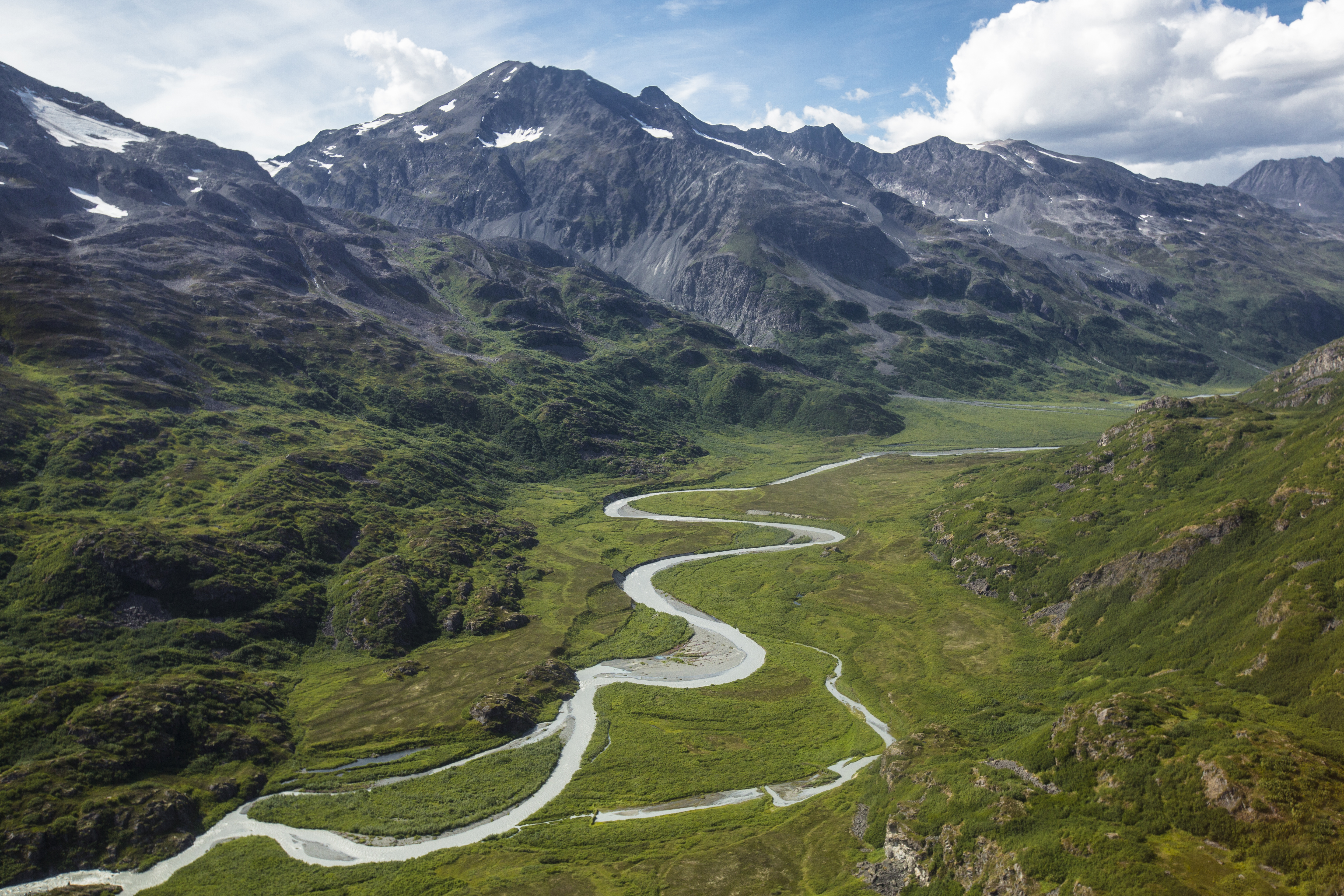
Falls Creek
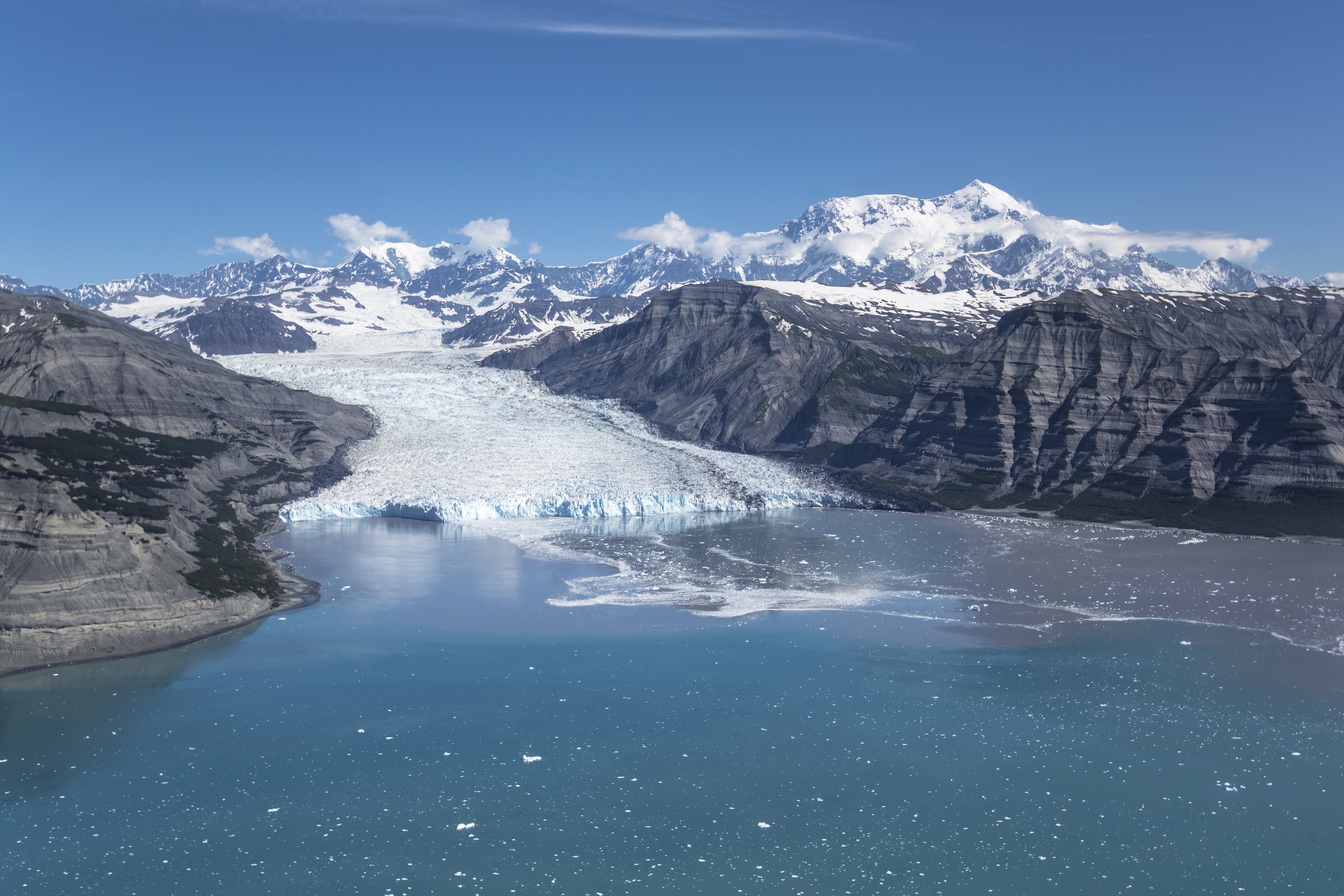
Icy Bay et Tindall Glacier
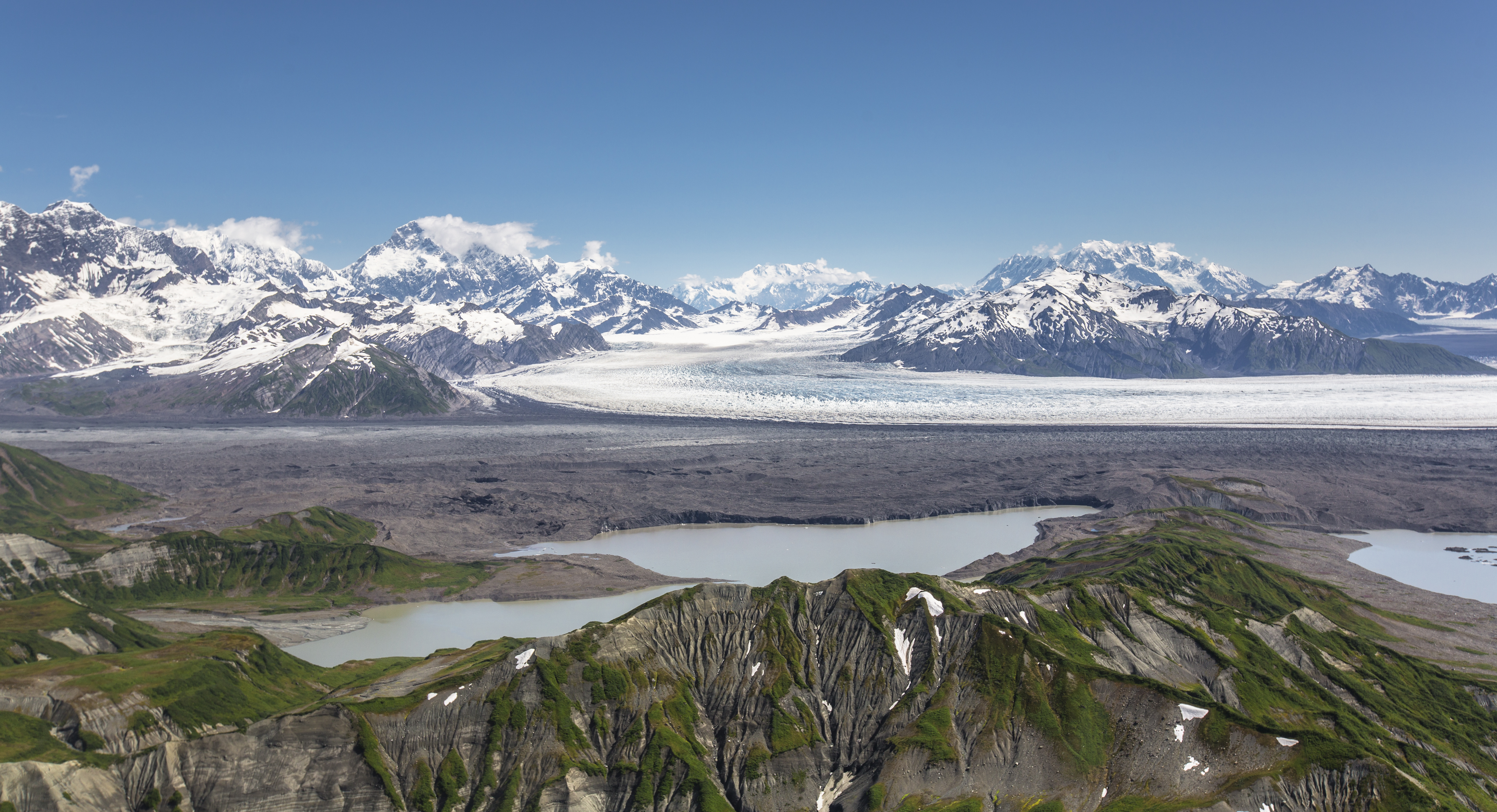
Agassiz Lakes
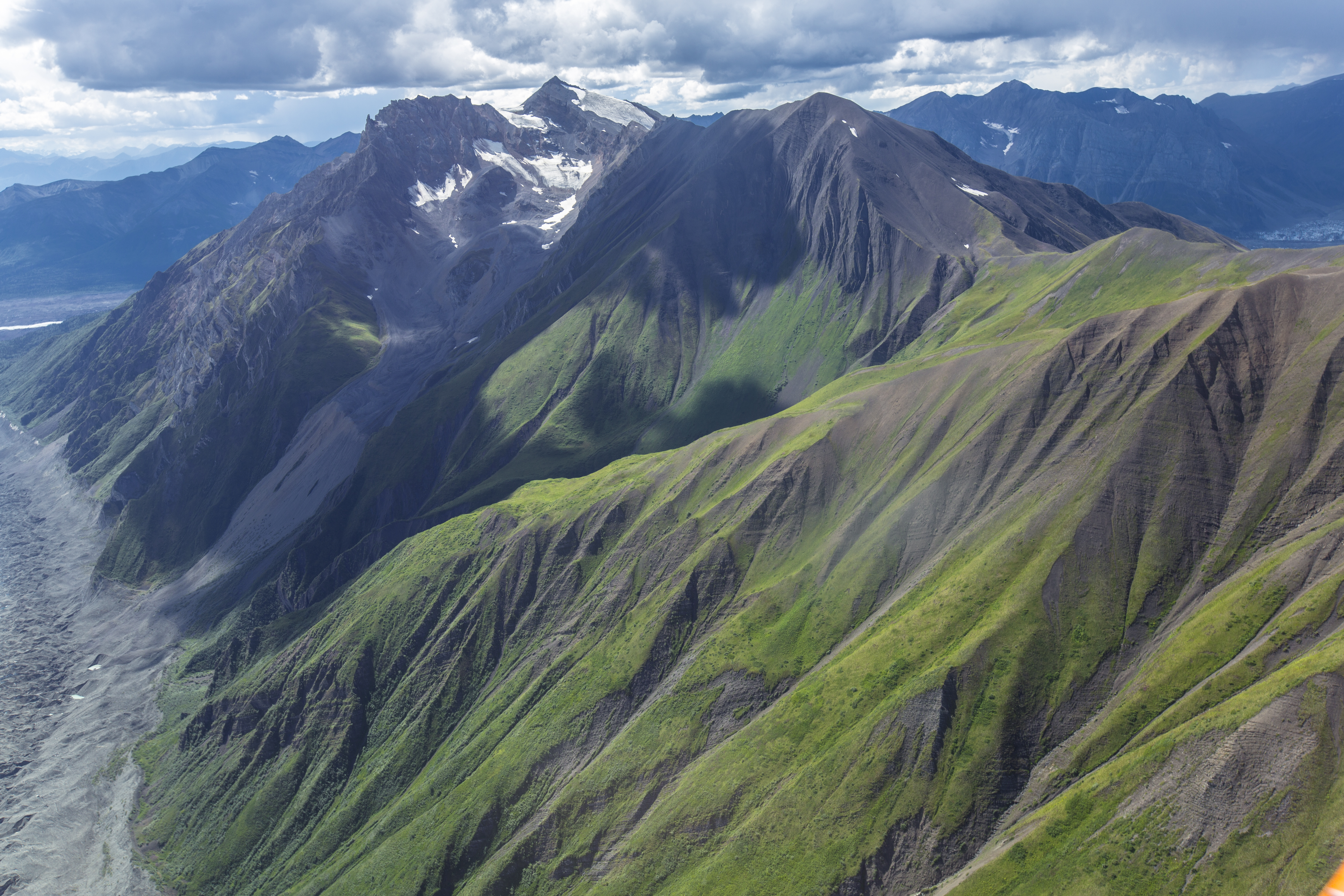
Donoho Peak
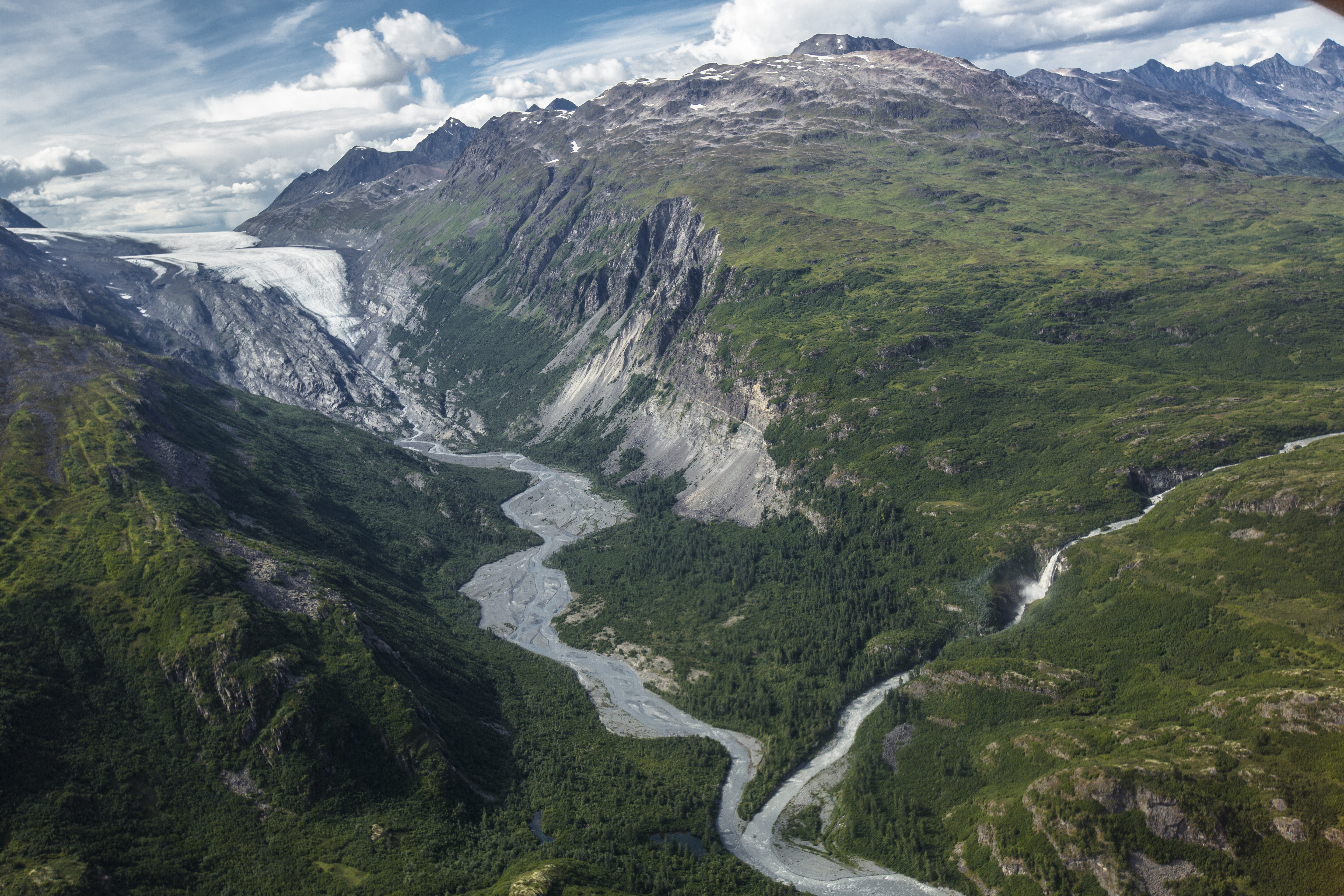
Little Bremner Glacier
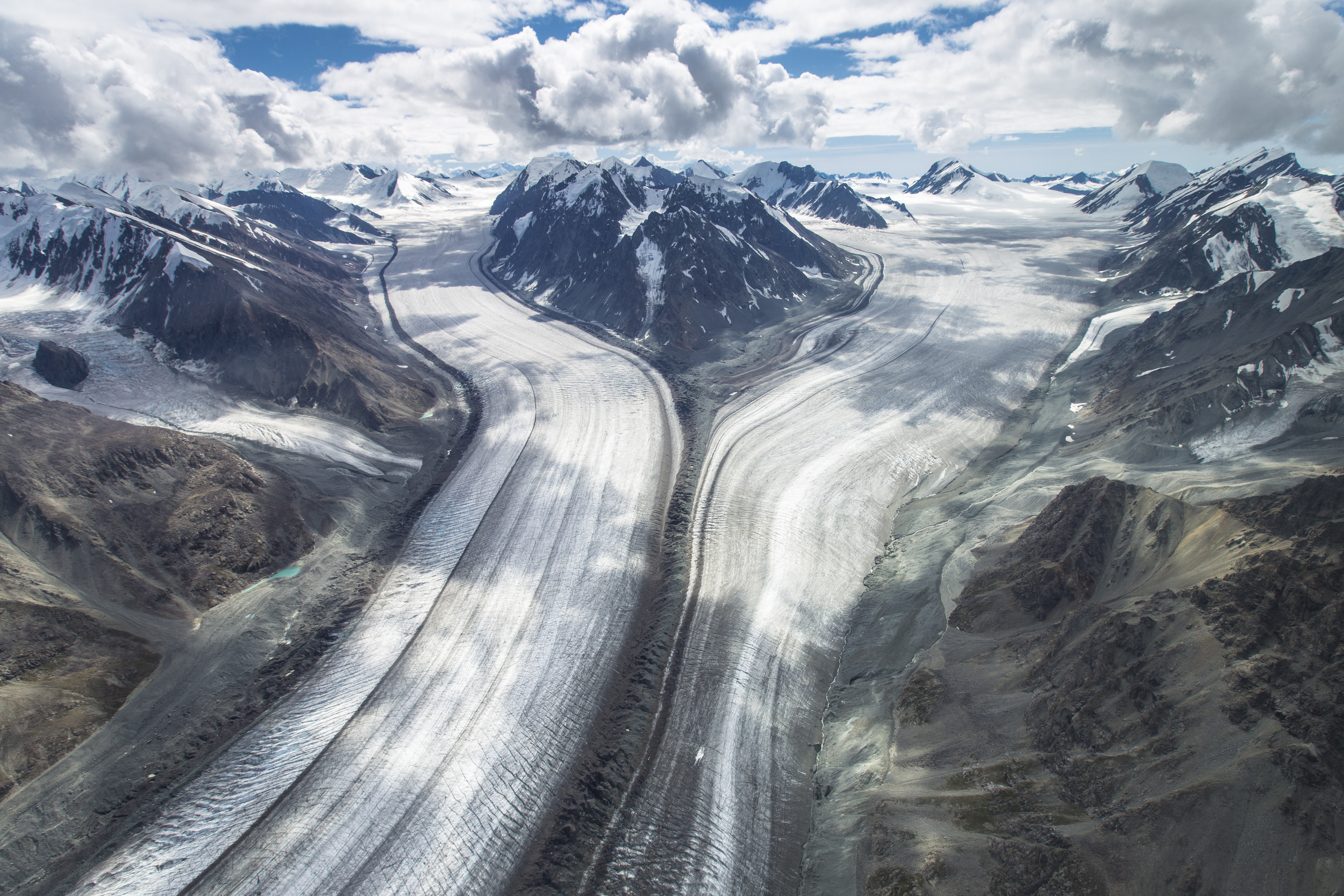
Glaciers Baldwin et Fraser
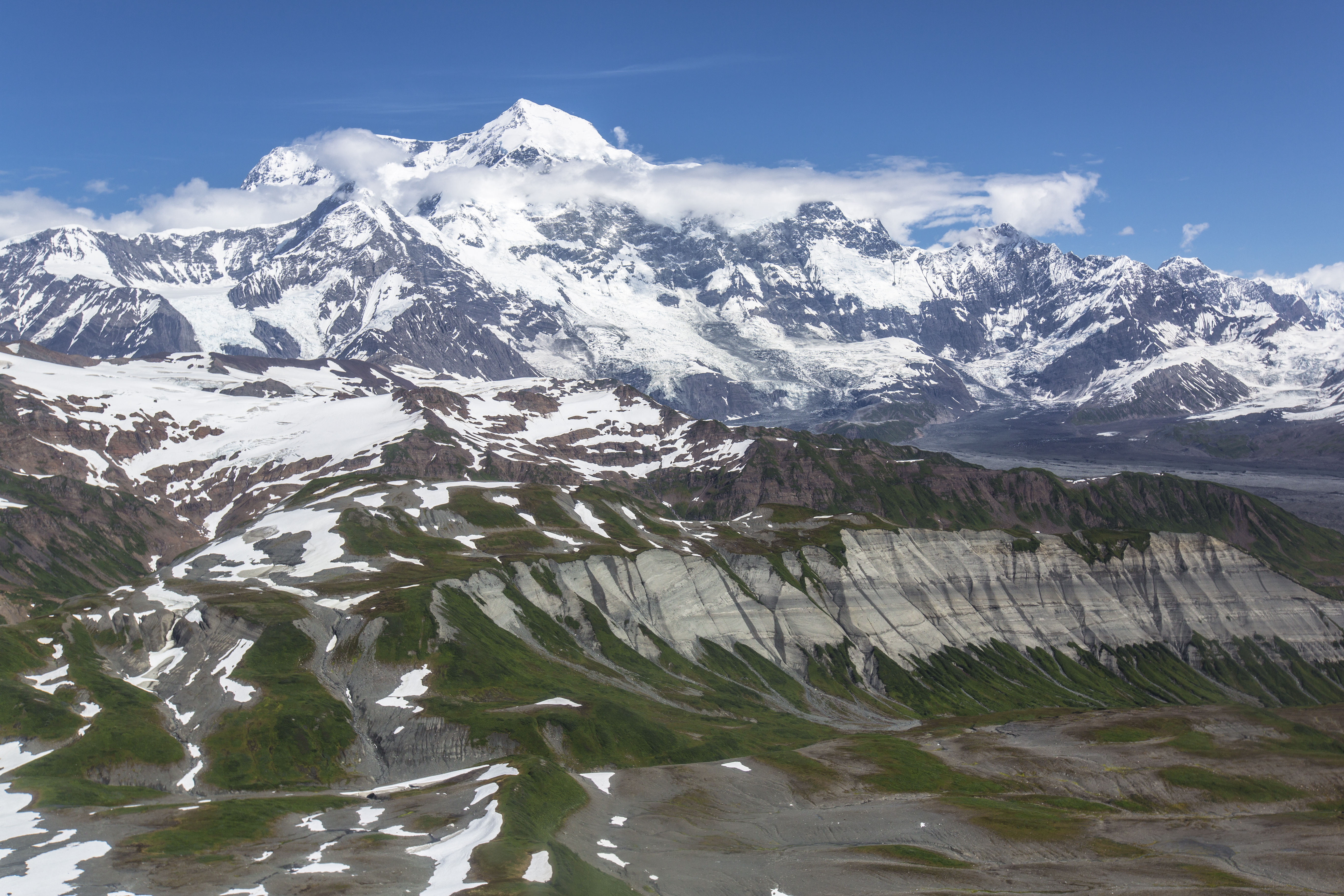
Mont St Elias

  Autres :
- Anciennes mines de Kennecott : il s'agit de la plus grande ville fantôme d'Amérique du Nord. Ce grand complexe en bois de couleur rouge a été complètement abandonné après la fin de l'extraction du cuivre, en 1938, et ainsi ce site minier historique est resté en l'état.
- Mc Carthy Road, route scénique avec de superbes paysages.

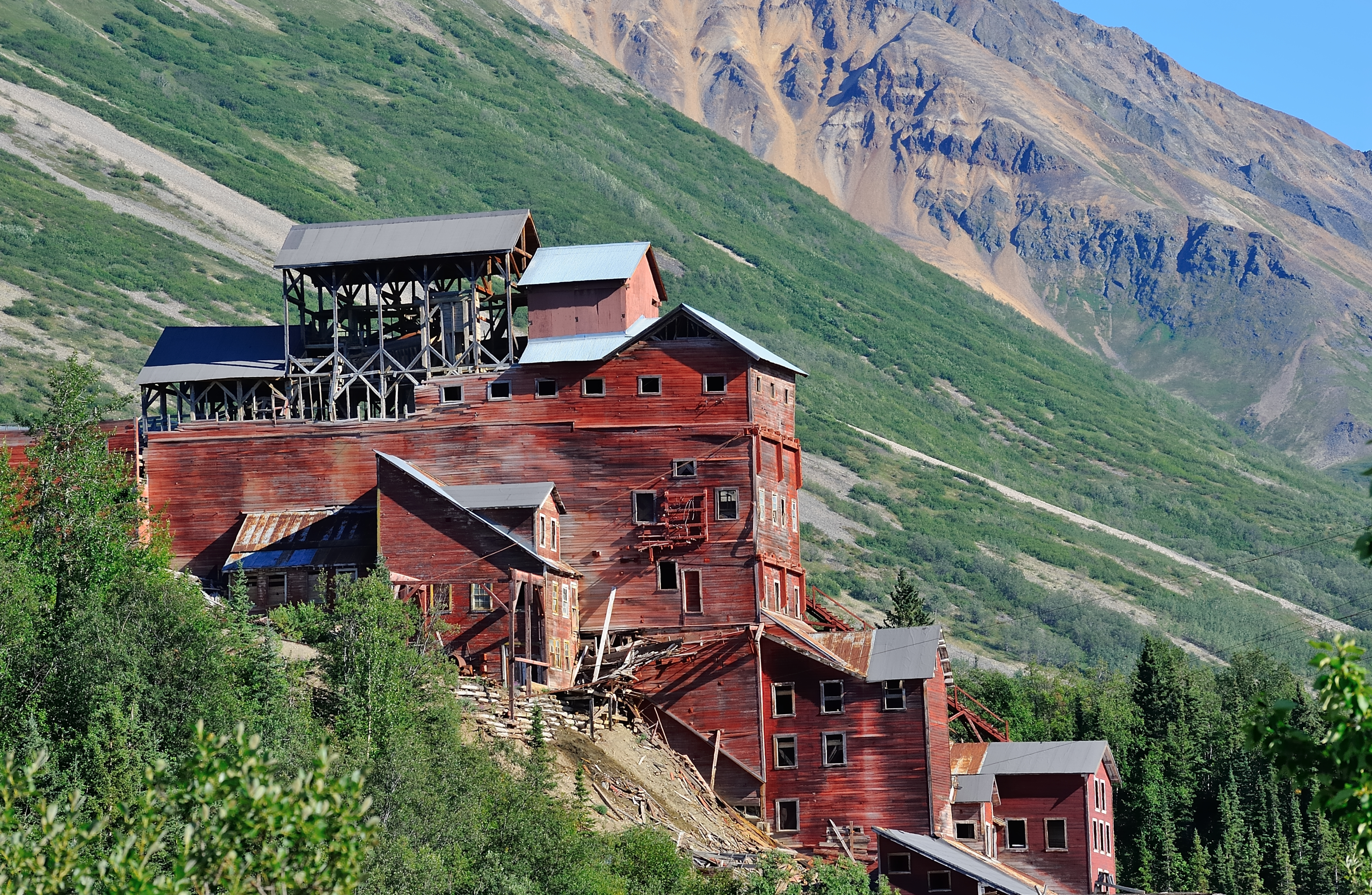
Mines de Kennecott
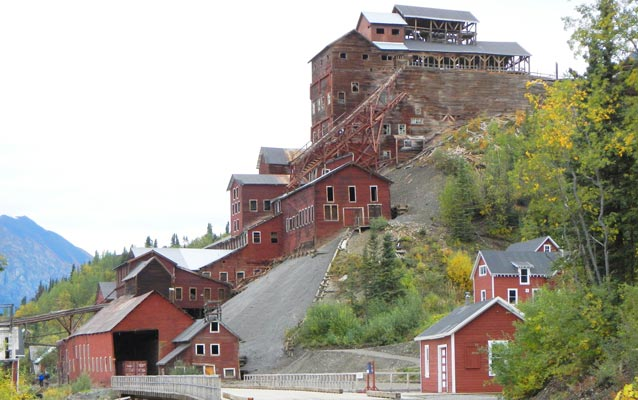
Kennecott Mines
Mc Carthy Road
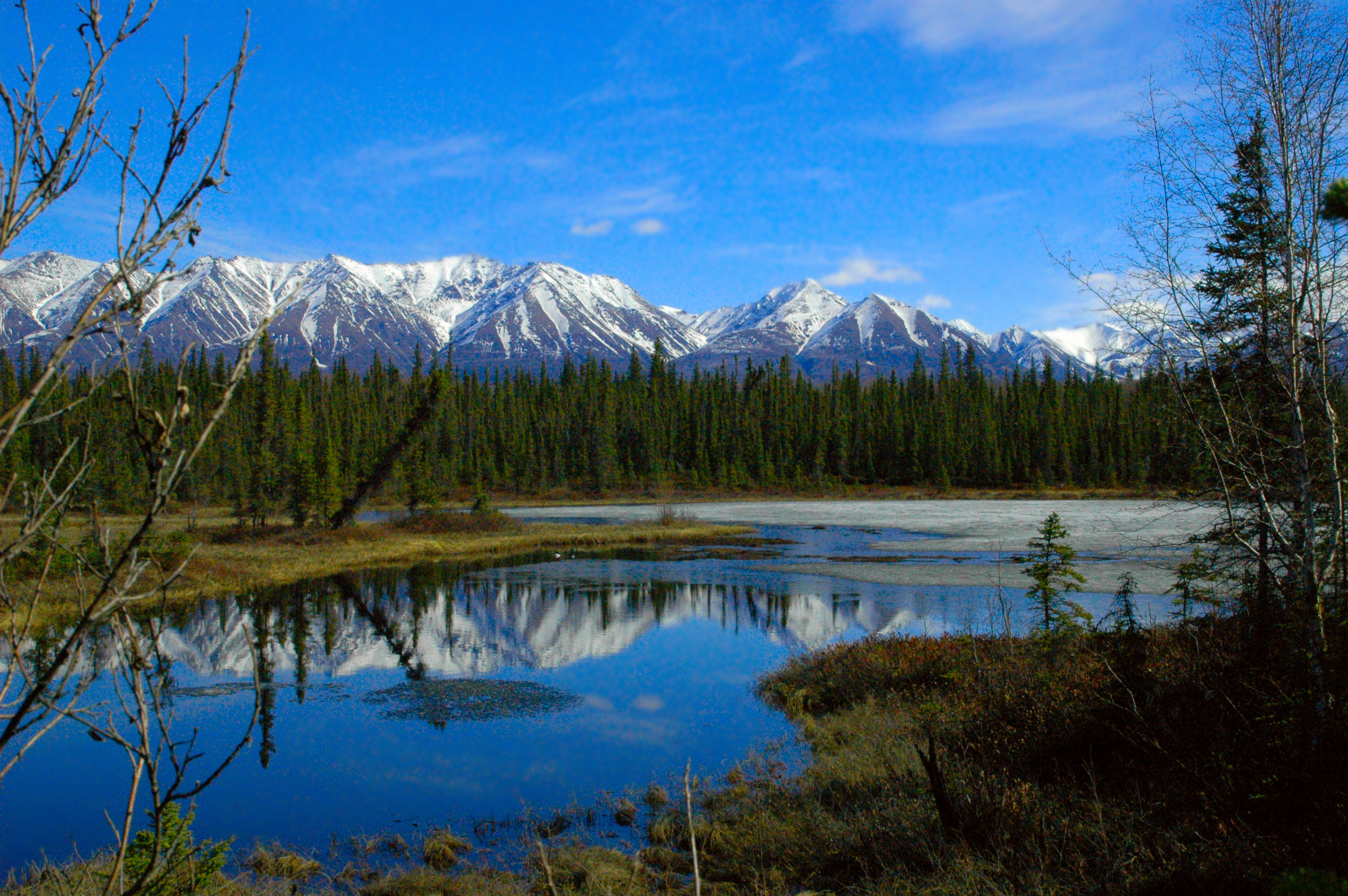
Mc Carthy Road

## Faune
Très riche, elle comprend, pour ne citer que les espèces les plus spectaculaires, des ours noirs, des ours bruns, élans, caribous, loups, coyotes, lynx, gloutons, mouflons de Dall et chèvres des Rocheuses. Les mouflons de Dall y seraient particulièrement nombreux, avec 13 000 individus. On trouve aussi des loutres, des porcs-épics, des martres, des marmottes, des pikas, des lièvres d'Amérique et des castors. Quelques bisons y ont été observés. On y a recensé 93 espèces d'oiseaux (lagopèdes des saules, lagopèdes alpins, grands-ducs, chouettes des neiges, cygnes trompette), bien qu'il n'en reste que 24 d'entre elles lors des hivers rigoureux. 21 espèces de poissons peuplent ses rivières, dont de nombreux saumons.
Les zones côtières du parc sont l'habitat de mammifères marins tels que les lions de mer, les otaries, les loutres de mer, les marsouins, les orques et les baleines.

## Tourisme
Le parc est accessible par autoroute depuis Anchorage ; deux routes accidentées en gravier traversent le parc, donnant accès à l’intérieur pour du camping et de la randonnée. Des balades en vélo de montagne sont possibles sur les sentiers balisés. L'escalade sur les sommets est possible mais requiert une grande expérience sur ces terrains difficiles. Un avion charter conduit aussi au parc Wrangell-Saint-Élie, qui a reçu environ 79 000 visiteurs en 2018. Sa popularité augmente rapidement car il combine taille, proximité et accessibilité.